# 仁昌玉山竹
仁昌玉山竹（学名：Yushania chingii）为禾本科玉山竹属下的一个种。本种以植物学家秦仁昌命名。